# Городоцький замок
Замок в Городку (Подільському) (пол. zamek w Gródku) — оборонна споруда в містечку Городку (Подільському) біля р. Смотрич.
Замок в Городку існував з давніх часів. Перший раз замок згадується в грамоті короля Сигізмунда. В 1550 замок був сильно знищений татарами. В наступні десятиліття напади татар продовжувалися.
Володіли замком шляхтичі Новодворські, Гербурти, Свірчі, пізніше Замойські, Мнішеки. В 1830-40 замок купив генерал російських військ барон Гейсмар. З руїн замку барон Гейсмар збудував палац. В кінці 19 ст. Городок купив Виноградський з Києва. Палац існував до міжвоєнних часів.

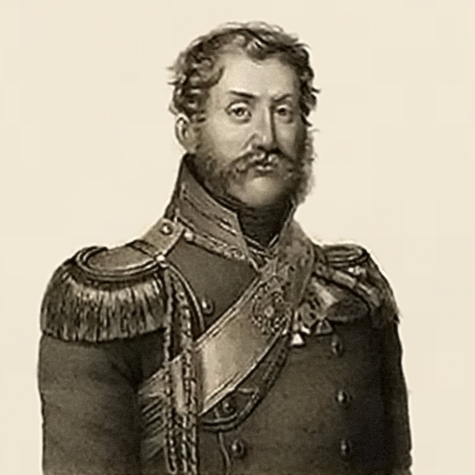
Фрідріх Каспар (Федір) барон Гейсмар